# Zamarada bathyscaphes
Zamarada bathyscaphes är en fjärilsart som beskrevs av Louis Beethoven Prout 1912. Zamarada bathyscaphes ingår i släktet Zamarada och familjen mätare. Inga underarter finns listade i Catalogue of Life.